# José Álvarez Fernández
José Álvarez Fernández, conocido como Padre Apaktone, (Cuevas, Belmonte de Miranda, 16 de mayo de 1890 - Lima, 19 de octubre de 1970) fue un legendario misionero católico dominico evangelizador de la selva virgen madrediosense, en la Amazonía Peruana, donde permaneció por un período de 53 años. Se encuentra en proceso de beatificación.

## Biografía
Considerado como símbolo del misionero, aún sin saber nadar y ser de naturaleza temerosa, recorrió esta selva, transitó caudalosos ríos y tupidos bosques, trochas y quebradas, durmió en playas y al pie de grandes árboles, acompañado solo de su inquebrantante fe. Algunos lo llamaron loco y quijote, pero más lo reconocieron como un héroe y santo.

Recibí el orden sacerdotal en 1916; llegué al Perú en 1917; mis primeros encuentros con los nativos fueron en el estado de beligerancia, hostilidad y persecución que desde tiempo inmemorial tenían con ellos los caucheros e industriales; la menor idea de internarse en la selva, morada de las tribus, para llevarles el mensaje cristiano era, si no utópico, sí considerado arriesgadísimo; llegué hasta ellos y fue tal el asombro que les causó al verme a mí, sólo entre ellos, hablándoles en su lengua, que logré lo que nadie había soñado, calmar odios y allanar miles de dificultades.
El día de su fallecimiento,  fue hallada en su breviario una pequeña hoja con su autobiografía.

En una entrevista al huachipaeri Mario, que fue un acompañante del padre José Álvarez (Apaktone), explica cómo le conoció.

-¿Cómo le conociste?
-Fui yo a buscarle y le dije: quiero vivir contigo. Oí hablar a mis paisanos mucho de él; que era bueno, que venía desde un río muy lejano a buscarnos para darnos ropa y machetes. Hace tres años que trabajo con él. Le ayudo siempre en todo lo que hace. Apaktone es bueno, le queremos mucho.

## Explorador
Realizó cientos de expediciones por la cuenca del río Madre de Dios. 
Por su descubrimiento de lugares recónditos del río Madre de Dios, buscando a sus pobladores nativos, llegó a ser incorporado como miembro de la Sociedad Geográfica de Lima.
Tuvo en vivir sus últimos años de vida en Lima por sus problemas de salud, su cuerpo descansa en la cripta del Santuario de Santa Rosa de Lima en el Cercado de Lima.

## Obra
- Escritos. Edición, Joaquín Barriales. Lima: Misioneros Dominicos, 1998.
- Vocabulario español-huarayo. Estudio introductorio y notas de María C. Chavarría Mendoza. Lima: Centro Cultural José Pío Aza, 2008.[6]